# Земетресение в Истанбул (2025)
На 23 април 2025 г. в 12:49:10 часа турско време, земетресение с магнитуд 6,2 по скалата на Рихтер разтърсва Мраморно море, с епицентър на 21 км югоизточно от град Мармара Ерейли, вилает Родосто, близо до Истанбул.

## Тектонска плоча
Северноанадолската разломна зона е 1200 км дясна разломна зона с разломно движение. Тя се простира от Сароския залив до тройният разлом при Карлъова. Разломната зона е образувана преди около 13–11 милиона години в източната част на Анатолия и се е развивала на запад. Разломът в Мраморно море се е развил преди около 200 000 години, въпреки свързаното със подвижни зони на срязване в доста широка зона, което вече е започнало в края на миоцена.
Последните мощни земетресения, ударили Северноанадолската разломна зона се случват през 1999 г., в районите на Измит и Дюздже, случили се съответно на 17 август и 12 ноември. През ноември 2022 г. земетресение с магнитуд 6,1 по скалата на Рихтер е регистрирано западно от Дюздже.
Много сеизмолози са съгласни, че има много голяма вероятност за земетресение с магнитуд 7,0 или по-висока скала на Рихтер близо до Истанбул да се случи преди 2030 г., вероятно причинено от разрушаването на Северноанадолската разломна зона под Мраморно море.

## Въздействие
Най-малко 359 души са ранени поради паника сред населението, от тях: 236 в Истанбул, 40 в Сакария, 28 в Родосто, 23 в Коджаели, 21 в Ялова и 11 в Бурса. Най-малко 378 сгради са повредени, а някои мобилни оператори прекъсват в части от Истанбул. В района на Фатих се срутва изоставена триетажна сграда. В Силиврия четириетажна сграда е засегната, покривът на сграда е паднал в истанбулския квартал Бююкчекмедже, а триетажна сграда е частично се срутва в градска околия Бакъркьой. Във вилает Ялова три сгради претърпяват леки щети.